# Sminthopsis butleri
Sminthopsis butleri är en pungdjursart som beskrevs av William Archer 1979. Sminthopsis butleri ingår i släktet Sminthopsis och familjen rovpungdjur. IUCN kategoriserar arten globalt som sårbar. Inga underarter finns listade.
Pungdjuret förekommer på Tiwi Islands (Bathurst och Melvilleön) norr om Australien samt i ett litet område på det australiska fastlandet (Northern Territory). Arten vistas där i olika habitat men undvikar vanligen människans odlingar och anlagda skogar. Födan utgörs av insekter och troligen av små ryggradsdjur. En hona med sju ungar i pungen blev dokumenterad.
Arten blir ungefär 9 cm lång (huvud och bål) och den har en lika lång svans. Vikten är cirka 30 g. Den mjuka pälsen har på ovansidan en gråaktig färg och undersidan är vit. Sminthopsis butleri har i motsats till andra släktmedlemmar inga röda märken i ansiktet och fötternas sulor är delvis täckta med hår.
Individerna vilar i bergssprickor, under grenar som ligger på marken eller under överhängande klippor. Antagligen har arten en fast fortplantningstid. Ungar registrerades mellan augusti och december.